# Cryptochila
Cryptochila là một chi rêu trong họ Jungermanniaceae.